# Mestosoma mesoxanthum
Mestosoma mesoxanthum är en mångfotingart som först beskrevs av Carl Graf Attems 1898.  Mestosoma mesoxanthum ingår i släktet Mestosoma och familjen orangeridubbelfotingar. Inga underarter finns listade i Catalogue of Life.